# Dreamland (Glass Animals)
Dreamland è il terzo album in studio del gruppo musicale britannico Glass Animals, pubblicato nel 2020.

## Tracce
1. Dreamland – 3:23
2. Tangerine – 3:20
3. ((Home Movie: 1994)) – 0:07
4. Hot Sugar – 3:54
5. ((Home Movie: BTX)) – 0:13
6. Space Ghost Coast to Coast – 3:07
7. Tokyo Drifting (with Denzel Curry) – 3:36
8. Melon and the Coconut – 2:28
9. Your Love (Déjà Vu) – 3:54
10. Waterfalls Coming Out Your Mouth – 2:41
11. It's All So Incredibly Loud – 4:19
12. ((Home Movie: Rockets)) – 1:00
13. Domestic Bliss – 3:18
14. Heat Waves – 3:58
15. ((Home Movie: Shoes On)) – 0:31
16. Helium (contiene la traccia nascosta (Home Movie: Are You Watching TV)) – 5:28

Note
- Il brano Hot Sugar contiene un sample tratto da Deep Shadows di Little Ann.
- Il brano Tokyo Drifting contiene elementi tratti da Mahlalela (Lazy Bones), canzone interpretata da Letta Mbulu.

## Formazione
Gruppo
- Dave Bayley – voce (1, 2, 4, 6–11, 13–16), vocal bass (1, 6, 13), tastiera (1, 3–5, 8, 10, 11, 13–16), chitarra (4, 6, 8, 10, 11, 13–16), batteria (1, 4, 6–11, 13–16), sintetizzatore (4, 7, 9, 14), percussioni (11, 13, 15), archi (1, 2, 4, 7, 9, 11–16), mixing (3, 5, 12, 15), programmazioni (1, 4, 6–16)
- Andrew MacFarlane – archi (2, 11, 12, 13, 14), chitarra (6, 10, 14, 16), tastiera (6, 9, 13), programmazioni (12, 13, 14)
- Edmund Irwin Singer – chitarra (6, 14, 16), tastiera (9), vocal bass (10), archi (12), sintetizzatore (13), programmazioni (12, 13, 14)
- Joe Seaward – batteria (9, 14), percussioni (11)

Altri musicisti
- Paul Epworth – percussioni (11), archi (2), sintetizzatore (6)
- David Wrench – programmazioni (1, 8, 10, 11, 13, 16)
- Orit Braha – voce (3)
- Denzel Curry – voce (7)
- Letta Mbulu – voce (7)